# Водотока
Водотока — деревня в Хиславичском районе Смоленской области России. Входит в состав Череповского сельского поселения. Население — 4 жителя (2007 год). 
Расположена в юго-западной части области в 8 км к северо-востоку от Хиславичей, в 19 км западнее автодороги А141 Орёл — Витебск. В 20 км восточнее деревни расположена железнодорожная станция Васьково на линии Смоленск — Рославль.
Любопытно, что несмотря на такое название, поблизости от деревни не имелось никаких водоёмов. И лишь в начале 2000-х годов усилиями уроженца Водотоки Столярова Леонида Михайловича в ней было устроено искусственное озеро. 

## История
На Планах Генерального Межевания Смоленской губернии 1780-1790-х годов на том месте, где сейчас находится деревня Водотока, не обозначено никаких поселений. Однако деревня с названием Водотоки обозначена примерно в 5 верстах северо-западнее, за селом Черепово.
По списку населённых мест Смоленской губернии Водостоки (Водостокъ, Водостока) деревня Рославльского уезда, в ней 7 дворов и 52 жителя .
На карте 1871 года деревня называется Водотокъ и обозначена на современном месте. По-видимому в промежуток между 1790 и 1871 годами деревня была перенесена со старого на новое современное место.
На карте РККА 1924,1926 года деревня Водоток с 24 дворами.
В годы Великой Отечественной войны деревня была оккупирована гитлеровскими войсками в июле 1941 года, освобождена в сентябре 1943 года.
По справочнику административно-территориального деления Смоленской области от 1981 года деревня Водотока входила в Череповский сельсовет .